# Ferme Tout lui faut
La ferme Tout lui faut est une ferme brabançonne située à Glabais, village de la ville belge de Genappe, en ville belge.
Elle fait l'objet d'une « inscription » comme monument et figure à l'Inventaire du patrimoine culturel immobilier de la Région wallonne sous la référence 25031-INV-0055-02.

## Localisation
La Ferme Tout lui faut est située à l'entrée sud-ouest du village de Glabais, au numéro 60 de la rue Haute, la rue qui relie le village à la chaussée de Bruxelles ou route nationale 5, qui monte de Charleroi et Genappe vers Waterloo et Bruxelles.
Elle se dresse non loin du ruisseau la Cala qui coule d'ouest en est vers Wanroux (Bousval) et la Dyle.

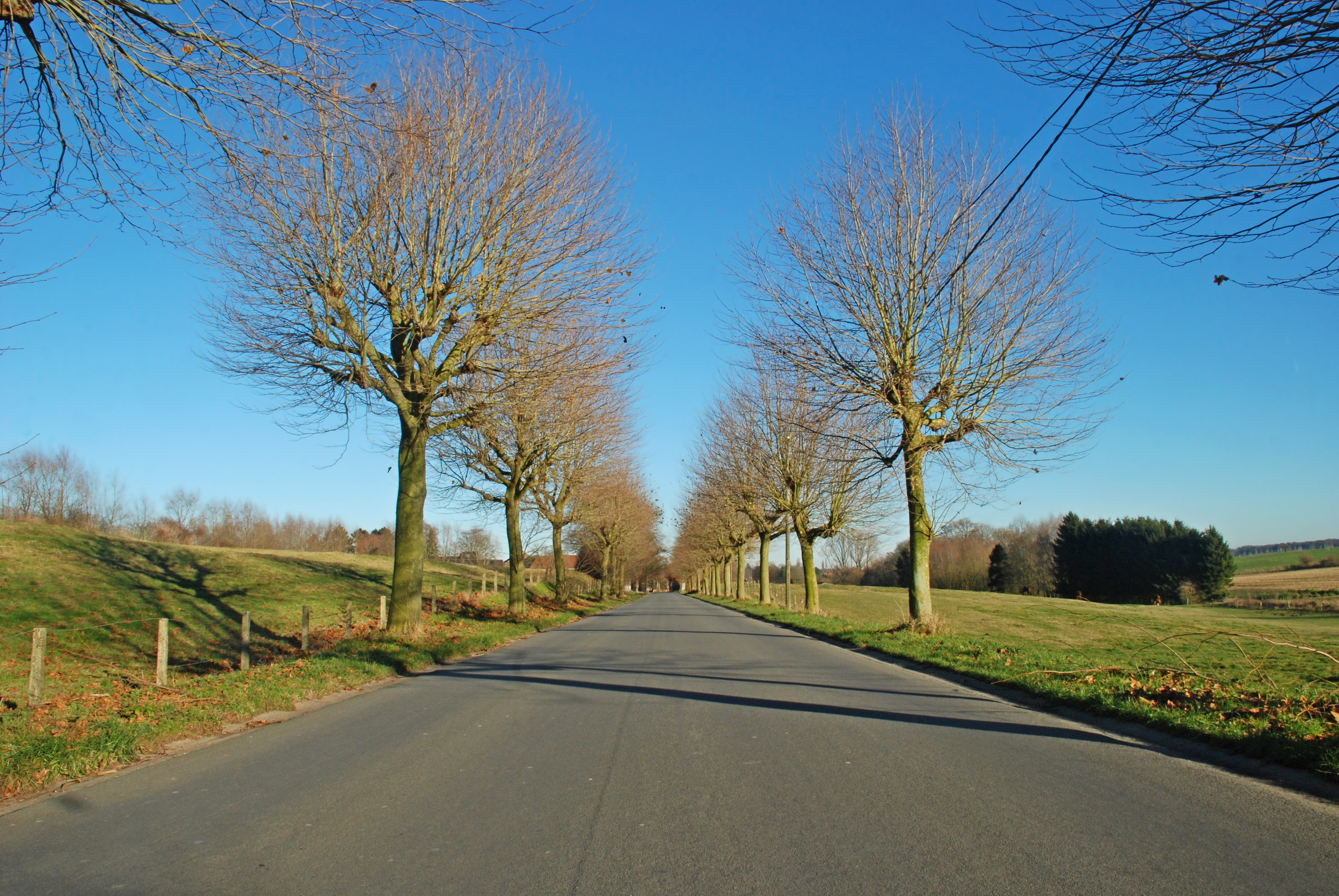
La rue Haute, qui mène de la chaussée de Bruxelles au village de Glabais.

## Historique
Cette exploitation agricole, déjà citée au XIVe siècle, devrait son nom à la famille Toulifaut qui possédait le fief de Glabais. La seigneurie de Toulifaut ou Tout-lui-Faut était un fief de Nivelles, qui avait un maire, un échevin et un sergent.
Il s'agit d'une ferme en U du début du XVIIIe siècle, ou peut-être antérieure, qui a été largement rebâtie au XIXe siècle,.
Le logis porte deux dates : l'une « 17.0 » (premier quart du XVIIIe siècle) par les ancres de façade, rappelant son édification, et l'autre « 1884 », année de sa remise en état et de l'adjonction d'un étage,.
En 1859, Jules Tarlier et Alphonse Wauters la citent comme la plus grosse exploitation agricole de Glabais, avec 160 hectares, devant la ferme Maubille (74 hectares).
On notera que, selon ces auteurs, le nom de la ferme se prononce Toulifau.

## Architecture
L'ensemble de la ferme est édifié en briques peintes en rose.
Le corps de logis présente un rez-de-chaussée surélevé par un soubassement en moellon,. Ce rez-de-chaussée est percé d'une porte surmonté d'un épais linteau monolithe orné d'un arc en accolade et de grandes fenêtres à croisée en pierre bleue,. Le premier étage est percé de quatre hautes fenêtres arc surbaissé, au-dessus desquelles prennent place quatre petites fenêtres carrées, juste sous la corniche. Le corps de logis est couvert d'une toiture en bâtière à croupe en amiante-ciment (Eternit),.
Sur le côté gauche de la cour se dresse une grande annexe en briques décorée d'une frise sous la corniche,. Les façades de cette annexe présentent un grand nombre d'ancres de façade aux formes variées : ancres verticales, en X ou en fer à cheval. 
La ferme comprend également des étables du XVIIIe siècle surhaussées au XIXe siècle,.
La cour est fermée par une grille en fer et par un mur en moellons.
Contre le pignon de l'annexe occidentale se dresse une potale en pierre bleue dont la niche est protégée d'une grille et surmontée d'une croix en fer.

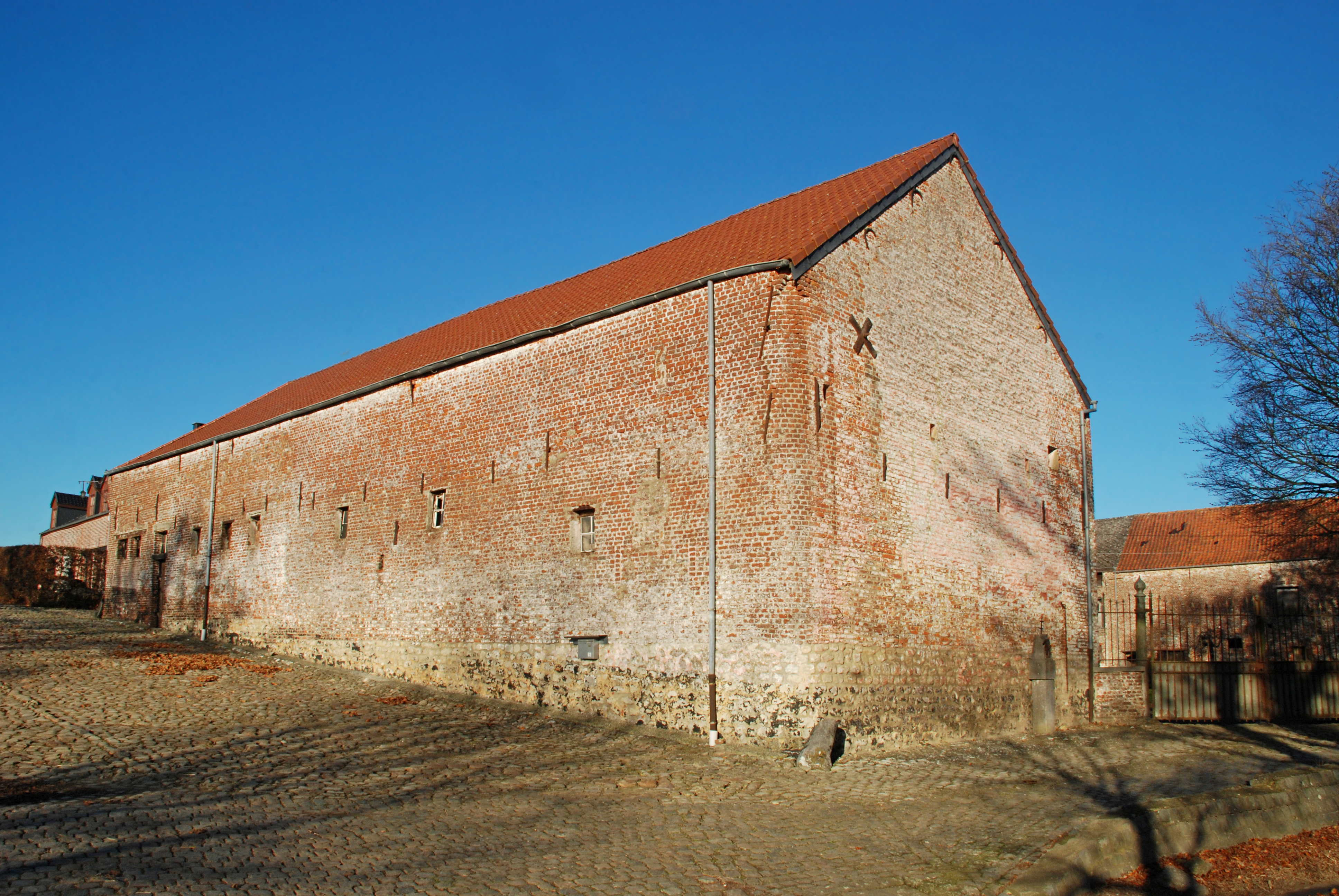
Annexe occidentale.
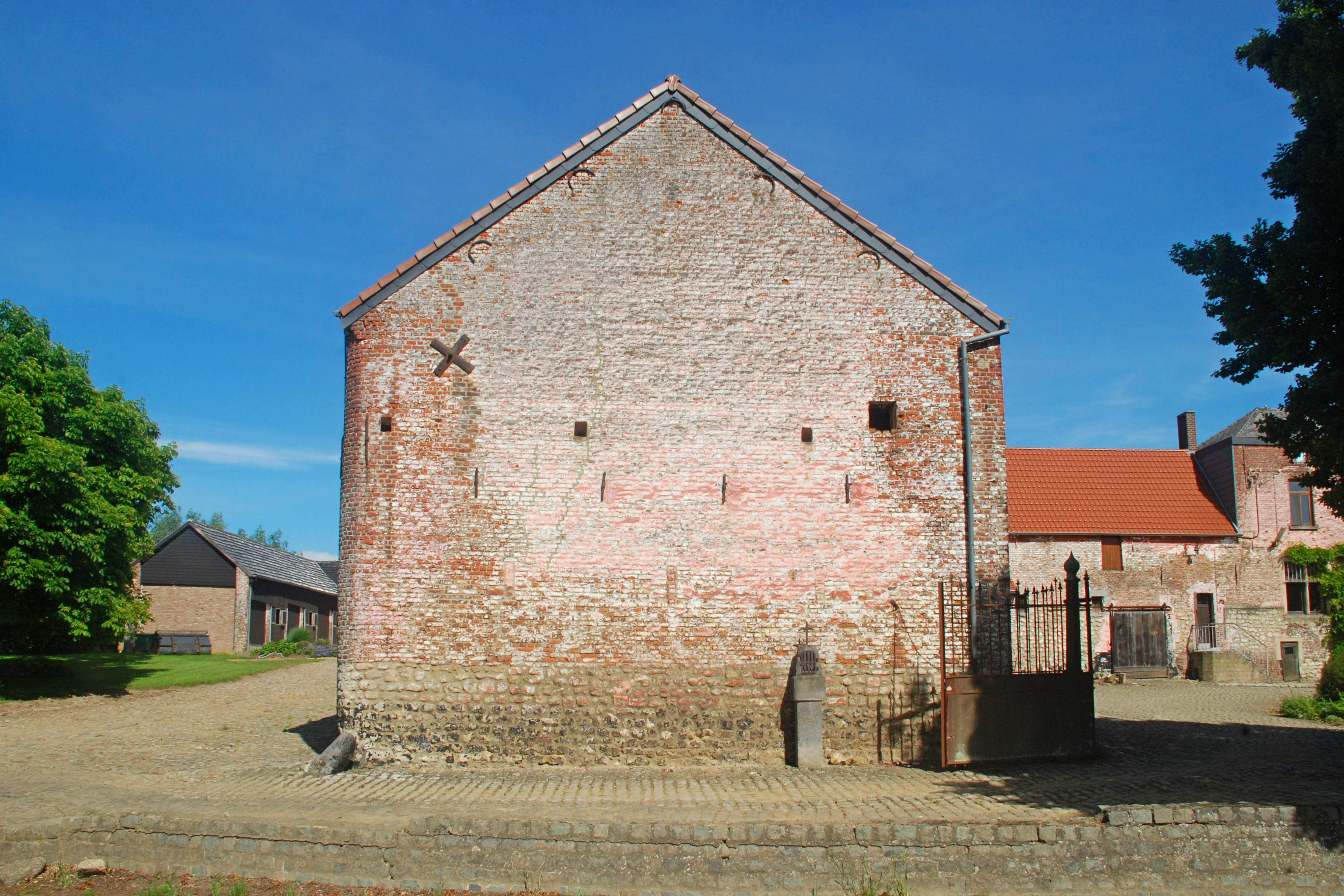
Pignon de l'annexe occidentale.
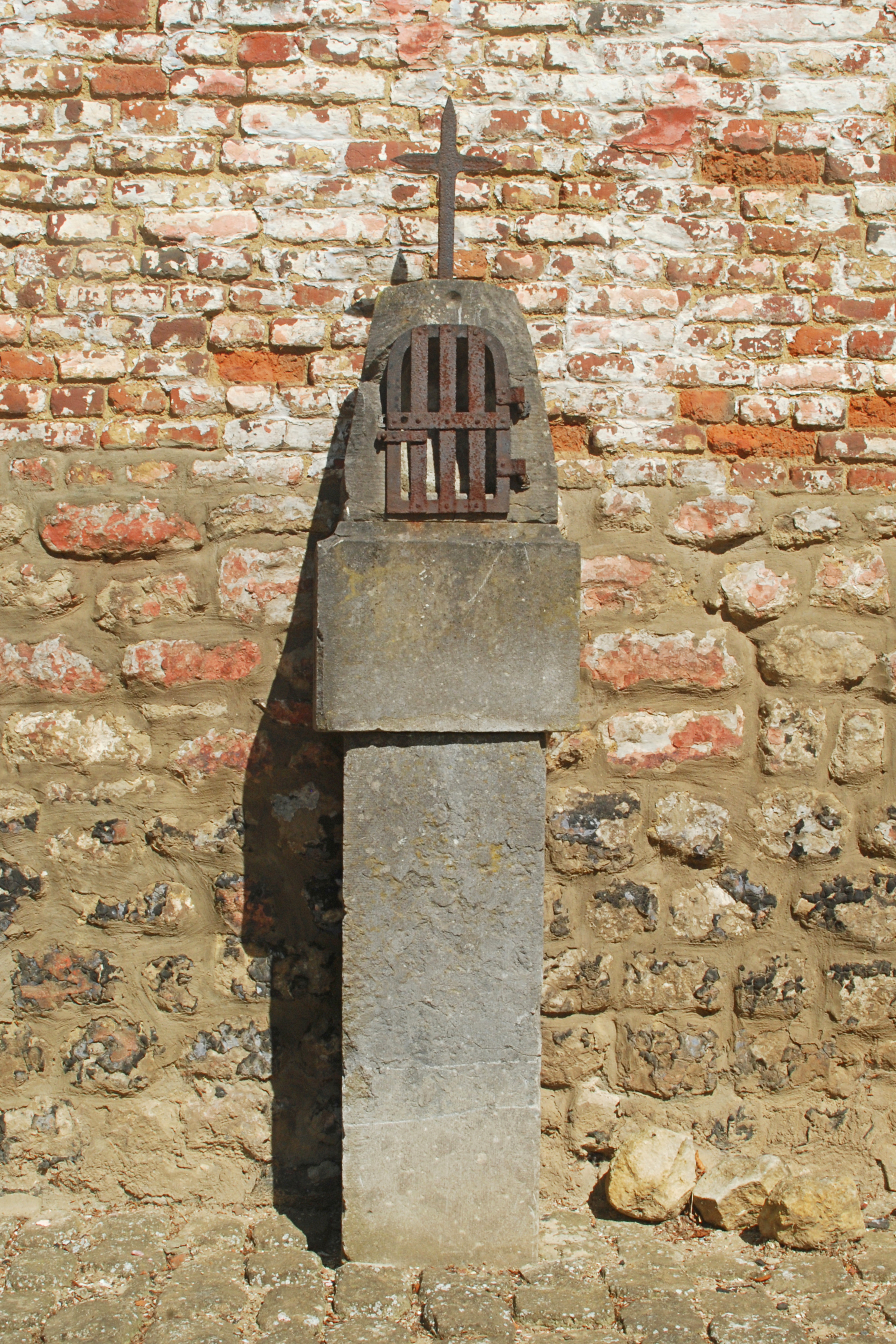
Potale.
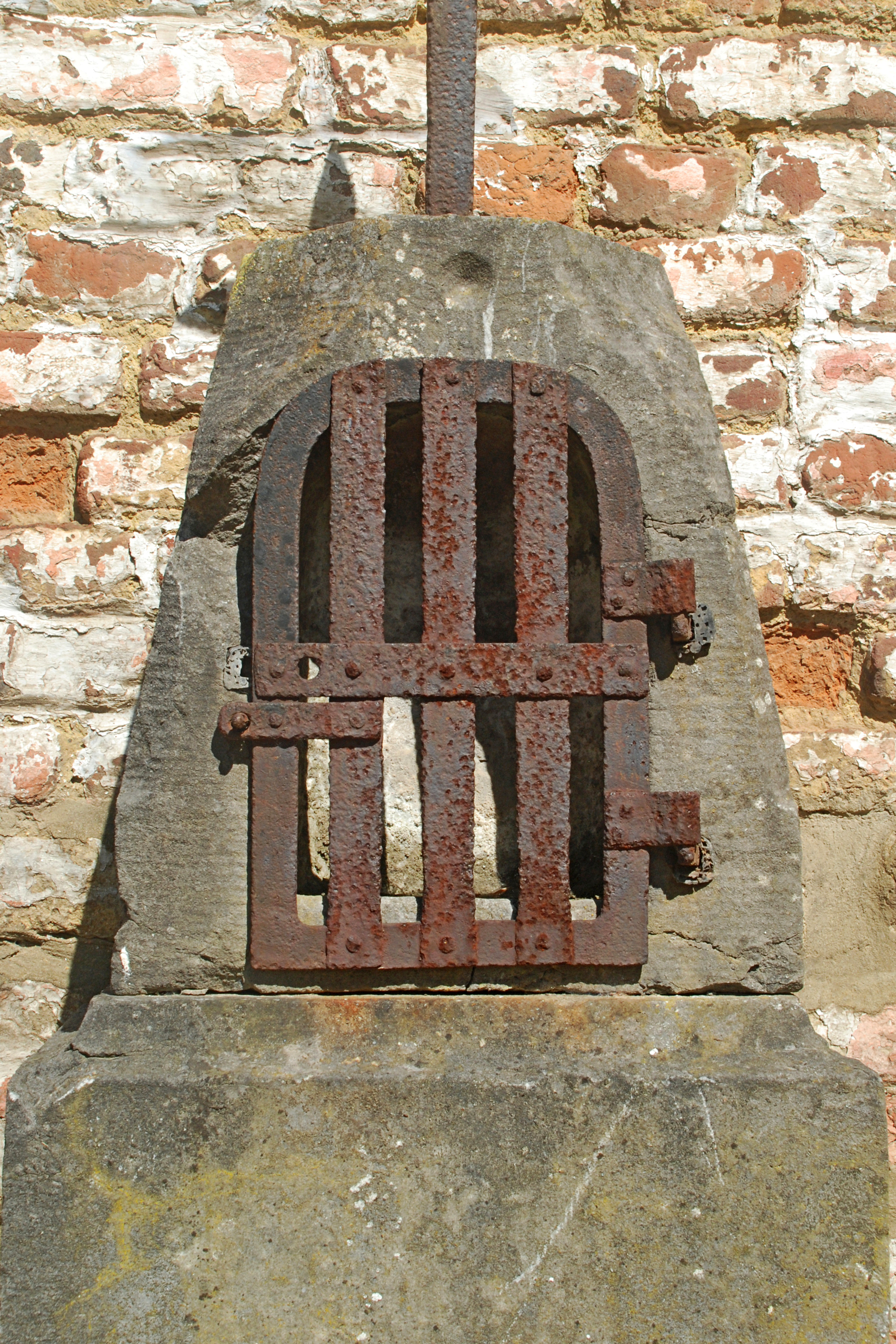
Niche de la potale.